# I Am You
I Am You è il terzo EP del gruppo sudcoreano Stray Kids, pubblicato il 22 ottobre 2018 dalla JYP Entertainment e distribuito tramite Iriver. Una performance intitolata Stray Kids Unveil: Op. 03: I Am You si è tenuta il giorno prima all'Olympic Hall. L'album ha venduto 76 547 copie fisiche nel mese di ottobre.
L'album è stato pubblicato in due versioni: una versione "I am" e una versione "You".

## Tracce
Crediti adattati da Melon.
1. YOU. – 1:19 (testo: Changbin, Hyunjin, I.N – musica: Changbin, Hyunjin, I.N, Hong Ji-sang)
2. I Am You – 3:25 (testo: 3Racha – musica: 3Racha, Lee Woo-min "collapsedone", Justin Reinstein, KZ, Zene The Zilla)
3. My Side (편?, PyeonLR; lett. "Lato") – 3:37 (testo: 3Racha – musica: 3Racha, Frants)
4. Hero's Soup (해장국?, Haejang-gukLR; lett. "Zuppa della sbornia") – 3:33 (testo: 3Racha – musica: 3Racha, Lee Hae-sol)
5. Get Cool – 3:15 (testo: 3Racha, Inner child (MonoTree) – musica: Yong Jong-sung, Inner child (MonoTree), Song Ha-eun, Totem, 3Racha)
6. N/S (극과 극?, Geukgwa geukLR; lett. "Polo (nord) e polo (sud)") – 3:45 (testo: 3Racha – musica: 3Racha, SLO)
7. 0325 – 3:39 (testo: 3Racha – musica: 3Racha, Hong Ji-sang)

Traccia aggiuntiva dell'edizione fisica
1. Mixtape #3 – 4:20 (Stray Kids)

## Classifiche

### Classifiche settimanali
| Classifica (2018) | Posizione massima |
| ----------------- | ----------------- |
| Corea del Sud     | 2                 |

### Classifiche di fine anno
| Classifica (2018) | Posizione |
| ----------------- | --------- |
| Corea del Sud     | 44        |